# Gayle (North Yorkshire)
Gayle – osada w Anglii, w hrabstwie North Yorkshire, w dystrykcie (unitary authority) North Yorkshire. Leży 83 km na północny zachód od miasta York i 340 km na północny zachód od Londynu.